# Kostel svatého Jiří (Klentnice)
Kostel svatého Jiří je římskokatolický chrám v obci Klentnice v okrese Břeclav. Pozdně barokní chrám byl vystavěn v letech 1783–1785, jeho autorem je architekt Jan Karel Hromádko. Spolu s vedle stojící budovou bývalé fary je chráněn jako kulturní památka.
Jde o filiální kostel farnosti Mikulov na Moravě – sv. Václav. Dříve byl farním kostelem farnosti Klentnice, která byla zrušena v roce 2024.

## Popis

### Kostel
Kostel zasvěcený svatému Jiří v Klentnici byl vystavěn podle návrhu Jana Karla Hromádka v letech 1783–1785. Nahradil kapli svatého Mikuláše na Sirotčím hradě, zrušenou v roce 1782 nařízením císaře Josefa II. Jde o jednolodní orientovaný chrám v pozdně barokním slohu s prvky klasicismu. Odsazené kněžiště má půlkruhový půdorys. K severní straně lodi přiléhá sakristie. Konvexně tvarované západní průčelí se vstupním portálem zakončuje čtyřboká zvonice, završená odstupňovanou čtyřbokou plechovou helmou. Ve zvonici se nacházejí tři zvony. Nejstarší z nich je z 80. let 15. století a snad pochází z hradu Děvičky. Klenbu nad lodí a kněžištěm tvoří české placky, v sakristii se nachází klenba valená. Ve vstupní části kostela se nachází kruchta, nesená půlkruhovým zaklenutím.
Vybavení interiéru dominuje původní zděný hlavní oltář s obrazem svatého Jiří od Josefa Winterhaldera mladšího. Autorem sochařské výzdoby je údajně Ondřej Schweigl. Boční oltář svatého Peregrína snad pochází z bývalé kaple svatého Mikuláše na Sirotčím hradě. Rokokově tvarované kostelní varhany z 60. let 18. století pocházejí ze zrušeného minoritského kostela v Olomouci.

### Fara
Severně od kostela stojí budova bývalé fary. Byla postavena současně s kostelem na počátku 80. let 18. století, autorem je pravděpodobně také K. J. Hromádko. Jedná se zřejmě o nejstarší budovu obce. Stavba má obdélný půdorys, s výrazným trojúhelníkovým štítem ve stylu lidového baroka. Místnosti jsou zaklenuty valenými klenbami. V současnosti se zde nachází kavárna.

## Galerie

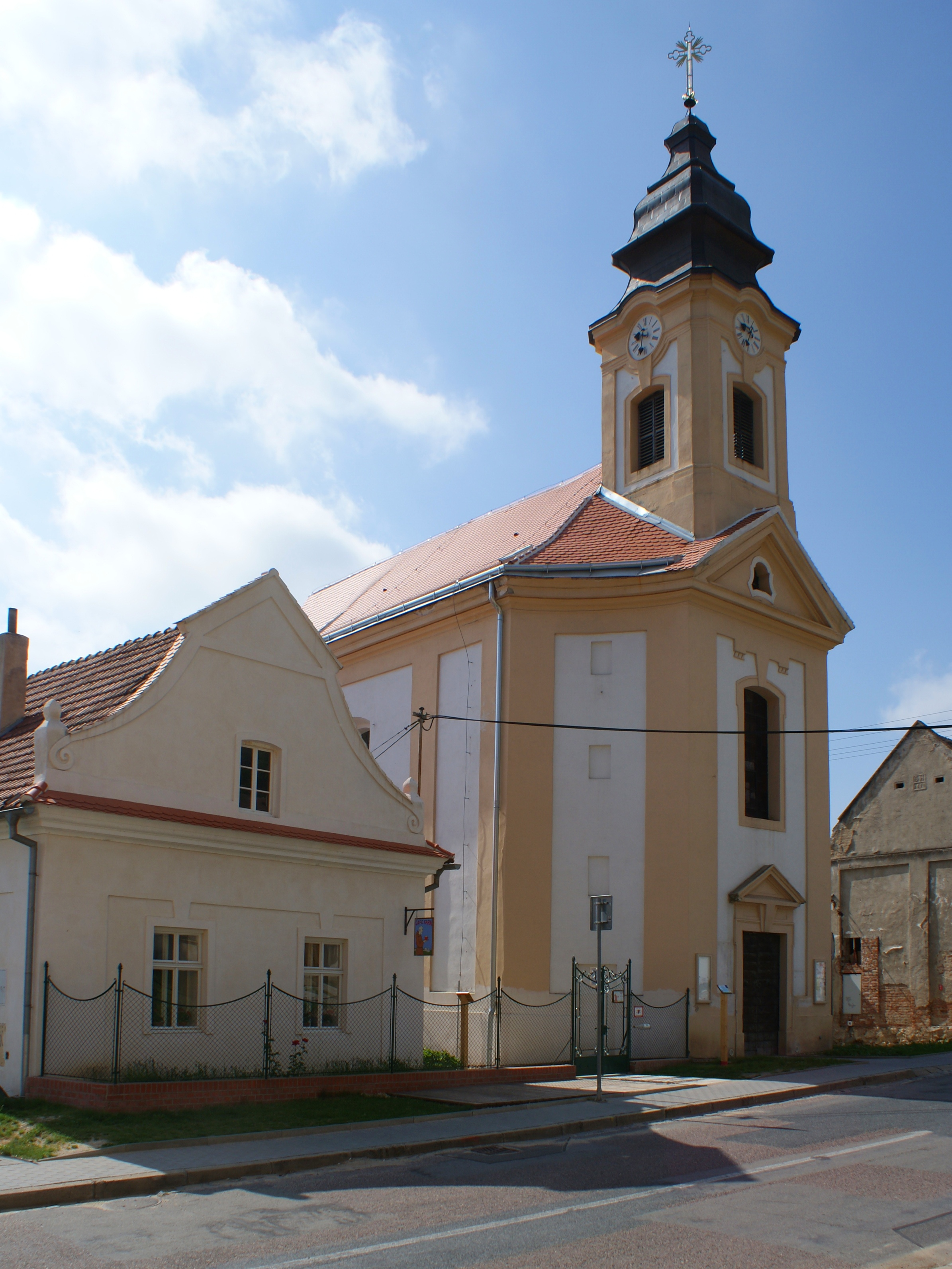
Kostel a fara
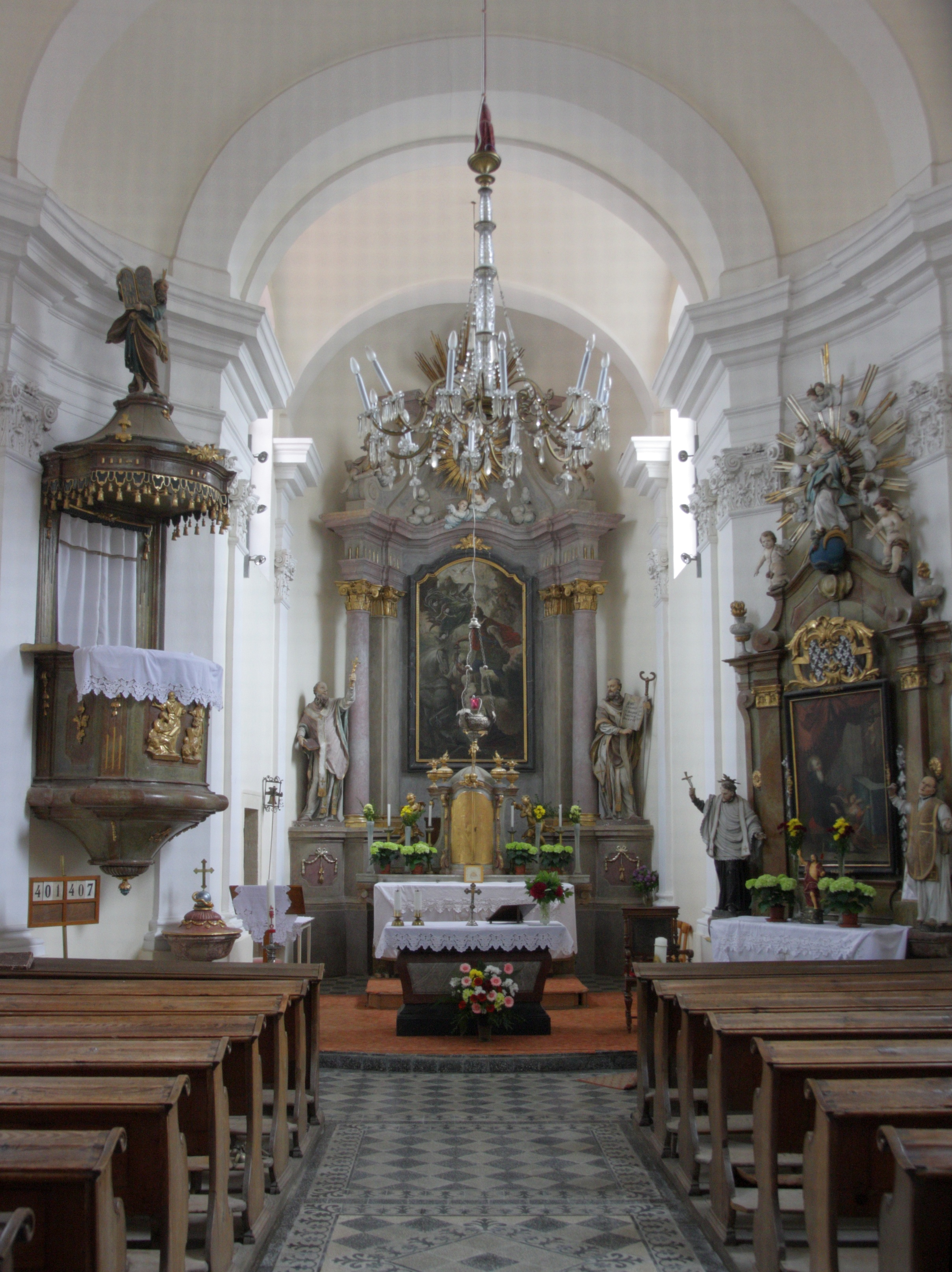
Interiér
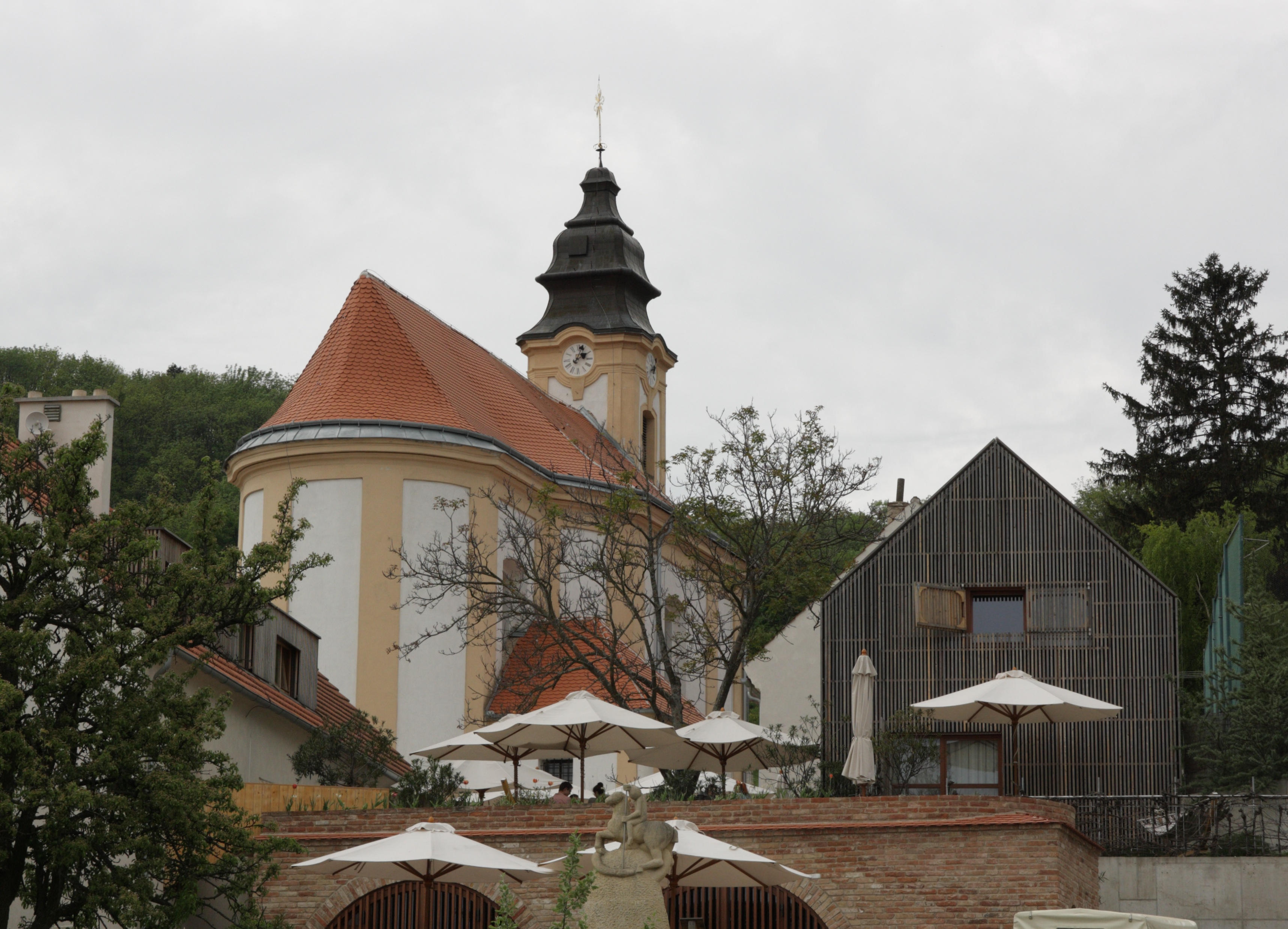
Závěr kostela
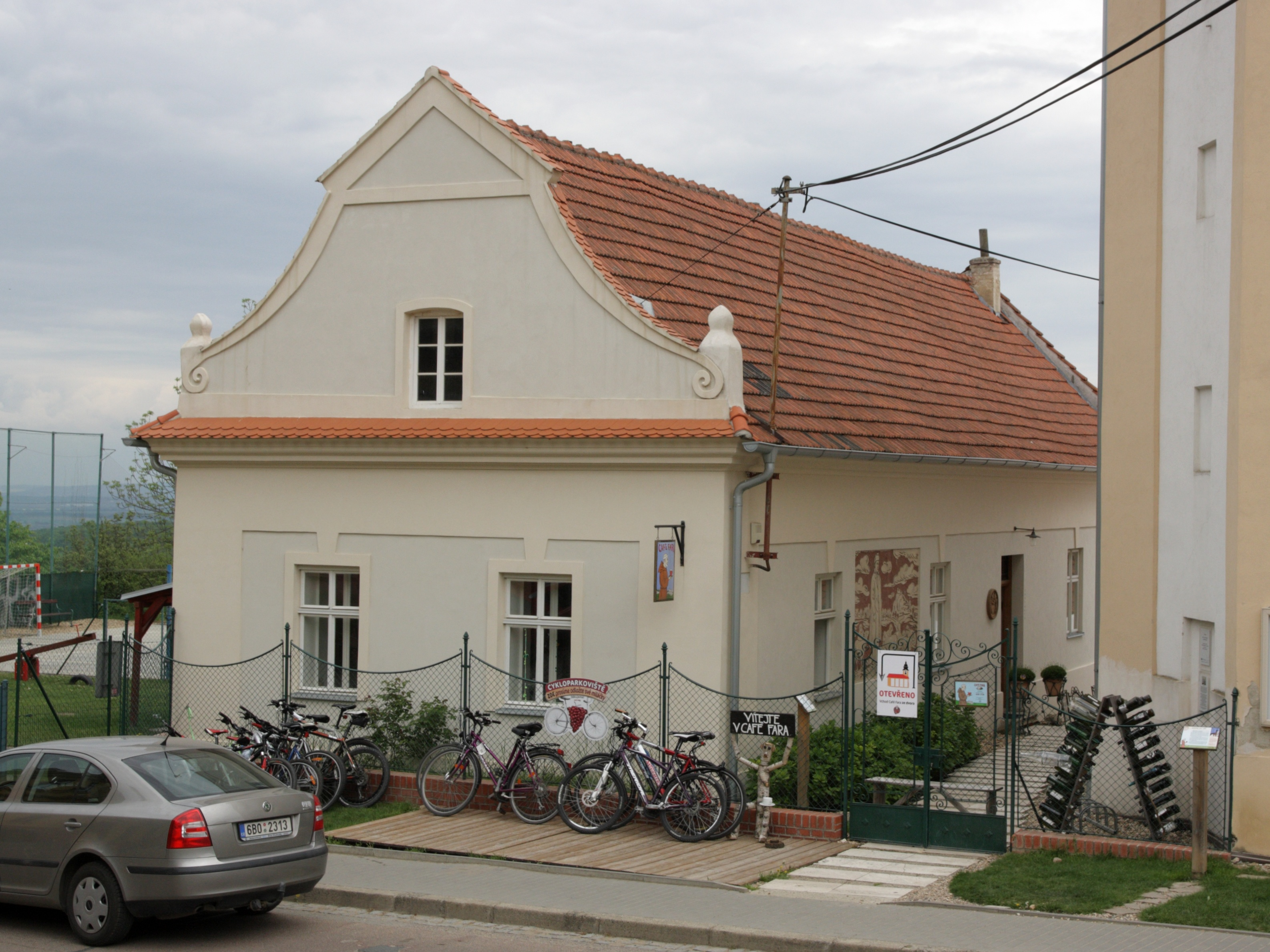
Bývalá fara